# Alabama (insecto)
Alabama es un género monotípico de lepidópteros de la familia Erebidae. Su única especie, Alabama argillacea (Hübner, 1823), es originaria de  América Central hacia el sur hasta el norte de Argentina, pero migra hacia el norte hasta Canadá, donde se la podía encontrar en Ontario, Quebec, Nuevo Brunswick, Nueva Escocia y Manitoba. Desde 1998 ha sido extirpada en Norteamérica.
Tiene una envergadura de 30-35 mm. La larva llega a medir  40 mm, es de color verde o parduzco con rayas longitudinales blancas y negras y con lunares característicos.
La larva se considera una plaga del algodón. Se alimenta de las hojas, ramas y brotes.

## Sinonimia
- Aletia argillacea Hübner, 1823
- Alabama xylina (Say, 1828)
- Alabama bipunctina (Guenée, 1852)
- Alabama grandipuncta (Guenée, 1852)